# Augusto Farfus
Augusto Farfus Jr. (Curitiba, 1983. szeptember 3. –) brazil autóversenyző.

## Pályafutása

### A kezdetek
Kezdetben kisebb Formulaautós kategóriákban indult hazájában, Brazíliában. 2000-ben Olaszországba költözött, hogy az olasz, illetve az európai Formula Renault bajnokságban indulhasson. Utóbbit 2001-ben meg is nyerte. A következő évben csatlakozott a Draco Racinghez és már a második évében, 2003-ban megnyerte a Formula 3000 Euro Series-t.

### Túraautózás

#### Alfa Romeo
2004-től két éven át az Alfa Romeo N.Technology gyári pilótája volt a Túraautó-Európa-bajnokságon (ETCC), majd a Túraautó-világbajnokságon (WTCC). A 2006-os szezonban Andy Priaulx és Jörg Müller ellen küzdött a bajnoki címért egészen a makaói utolsó futamig, de azt feladni kényszerült és a 3. helyen zárta az összetettet.

#### BMW

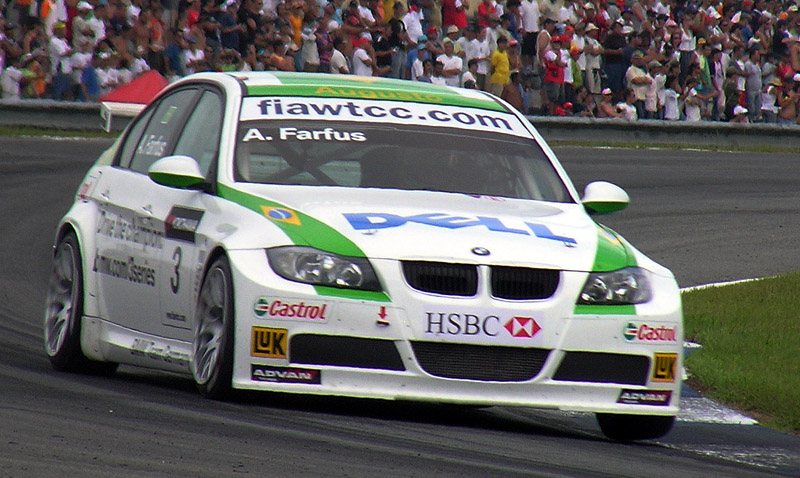
Augusto Farfus 2007-ben a BMW volánja mögött a WTCC-ben.

2007-re átigazolt a BMW-hez a BMW Team Germany-hoz. Ebben a kiírásban sokáig vezette a tabellát, de végül 4. zárta az évet. 2009-ben hat futamgyőzelemmel újra a 3. lett. A 2010-es évadban a német gyártó kettőre korlátozta az autóinak számát és Frafus csatlakozott a Racing Bart Mampaey-hez és Andy Priaulxhoz. 2010. október 31-én megnyerte a második versenyt a japán Okayama International Circuit-en, azonban őt és csapattársát is utólag mindkét végeredményből kizárták, mivel szabálytalan sebességváltókart használtak és ezzel technikai szabálysértést követtek el. December 5-én a BMW hivatalosan bejelentette, hogy gyárilag kivonul a WTCC-ből, de partnereiket továbbra is ellátják a 320TC modellel.
2011. január 25-én közölték, hogy Farfus, Priaulx, Jörg Müller és Dirk Müller indulnak az Interkontinentális Le Mans-kupában.
2012 decemberében a Német túraautó-bajnokságban (DTM) kapott ülést a Team RBM-nél. Szeptember 30-án megszerezte első pole-pozícióját és győzelmét a sorozatban, Valenciában. 2013-ban Mike Rockenfeller mögött 2. lett a végelszámolásban 116 ponttal. Egészen 2018-ig volt a BMW alkalmazásában, ezalatt 4 győzelmet és 9 dobogós helyezést szerzett.

#### Hyundai
2018. december 3-án a gyári Hyundai Motorsport bejelentette, hogy Farfus és Nick Castsburg csatlakozik Gabriele Tarquini és Michelisz Norbert mellé a BRC Racing Team-hez a WTCC és a TCR nemzetközi sorozat egyesüléséből létrejött Túraautó-világkupában (WTCR) második, 2019-es szezonjában. A makaói fordulót ki kellett hagynia, mivel az FIA GT Világkupa mezőnyében volt tevékenysége és a szabályok szerint egy versenyző nem indulhat két különböző bajnokságban egy adott hétvégén belül. Ideiglenesen Luca Engstler helyettesítette.
2021-ben a koreai márkát képviselte a vadonatúj elektromos TCR-bajnokságban.

### Sportautózás
A 2010-es Nürburgringi 24 óráson első lett csapattársaival úgy, hogy a BMW M3 GT2-es rossz váltóval teljesítette a viadal végét. Több alkalommal is részt vett a legendás Daytonai 24 órás versenyen, amelyet eddig két alkalommal nyert meg 2019-ben és 2020-ban.
2020-ban a BMW mellett az Aston Martin gyári csapatát is erősítette.

## Eredményei

### Daytonai 24 órás autóverseny
| Év   | Csapat            | Csapattárs                                   | Autó                    | Kategória | Kör | Összetett Helyezés | Kategória Helyezés |
| ---- | ----------------- | -------------------------------------------- | ----------------------- | --------- | --- | ------------------ | ------------------ |
| 2003 | JMB USA Racing    | Emmanuel Collard Max Papis Andrea Garbagnati | Ferrari 360 Modena N-GT | GT        | 621 | 14.                | 7.                 |
| 2014 | Turner Motorsport | Paul Dalla Lana Dane Cameron Markus Palttala | BMW Z4 GT3              | GTD       | 659 | 25.                | 7.                 |
| 2015 | BMW Team RLL      | Bill Auberlen Dirk Werner Bruno Spengler     | BMW Z4 GTLM             | GTLM      | 725 | 5.                 | 2.                 |
| 2016 | BMW Team RLL      | Bill Auberlen Dirk Werner Bruno Spengler     | BMW M6 GTLM             | GTLM      | 721 | 11.                | 5.                 |
| 2017 | BMW Team RLL      | Bill Auberlen Alexander Sims Bruno Spengler  | BMW M6 GTLM             | GTLM      | 651 | 12.                | 8.                 |
| 2019 | BMW Team RLL      | Connor De Phillippi Philipp Eng Colton Herta | BMW M8 GTLM             | GTLM      | 571 | 10.                | 1.                 |
| 2020 | BMW Team RLL      | John Edwards Chaz Mostert Jesse Krohn        | BMW M8 GTE              | GTLM      | 786 | 13.                | 1.                 |
| 2021 | BMW Team RLL      | John Edwards Marco Wittmann Jesse Krohn      | BMW M8 GTE              | GTLM      | 769 | 13.                | 3.                 |
| 2022 | BMW M Team RLL    | John Edwards Connor De Phillippi Jesse Krohn | BMW M4 GT3              | GTD Pro   | 698 | 30.                | 7.                 |
| 2023 | BMW M Team RLL    | Marco Wittmann Philipp Eng Colton Herta      | BMW M Hybrid V8         | GTP       | 768 | 6.                 | 6.                 |
| 2024 | BMW M Team RLL    | Jesse Krohn Philipp Eng Dries Vanthoor       | BMW M Hybrid V8         | GTP       | 776 | 8.                 | 8.                 |

### Le Mans-i 24 órás autóverseny
| Év   | Csapat              | Csapattárs                            | Autó                     | Kategória | Kör | Kategória Helyezés | Kategória Helyezés |
| ---- | ------------------- | ------------------------------------- | ------------------------ | --------- | --- | ------------------ | ------------------ |
| 2010 | BMW Motorsport      | Jörg Müller Uwe Alzen                 | BMW M3 GT2               | GT2       | 320 | 19.                | 6.                 |
| 2011 | BMW Motorsport      | Jörg Müller Dirk Werner               | BMW M3 GT2               | GTE Pro   | 276 | Kiesett            | Kiesett            |
| 2018 | BMW Team MTEK       | António Félix da Costa Alexander Sims | BMW M8 GTE               | GTE Pro   | 223 | Kiesett            | Kiesett            |
| 2019 | BMW Team MTEK       | António Félix da Costa Jesse Krohn    | BMW M8 GTE               | GTE Pro   | 335 | 31.                | 11.                |
| 2020 | Aston Martin Racing | Paul Dalla Lana Ross Gunn             | Aston Martin Vantage AMR | GTE Am    | 333 | 33.                | 8.                 |
| 2024 | Team WRT            | Sean Gelael Darren Leung              | BMW M4 GT3               | GT3       |     |                    |                    |

### Teljes WTCC-s eredménysorozata
| Év   | Csapat                 | Autó           | 1   | 1   | 2   | 2   | 3   | 3   | 4   | 4   | 5   | 5   | 6   | 6   | 7   | 7   | 8   | 8   | 9   | 9   | 10  | 10  | 11  | 11  | 12  | 12  | Helyezés | Pont |
| 2005 | Alfa Romeo Racing Team | Alfa Romeo 156 | MNZ | MNZ | MGN | MGN | SLV | SLV | IMO | IMO | PUE | PUE | SPA | SPA | OSC | OSC | IST | IST | VAL | VAL | MAC | MAC |     |     |     |     | 4.       | 65   |
| ---- | ---------------------- | -------------- | --- | --- | --- | --- | --- | --- | --- | --- | --- | --- | --- | --- | --- | --- | --- | --- | --- | --- | --- | --- | --- | --- | --- | --- | -------- | ---- |
| 2005 | Alfa Romeo Racing Team | Alfa Romeo 156 | 3   | 9   | 8   | 5   | 4   | 4   | 5   | 5   | 9   | 10  | Kiz | 4   | 9   | 5   | 8   | 2   | Hn  | 7   | 1   | 3   |     |     |     |     | 4.       | 65   |
| 2006 | N.Technology           | Alfa Romeo 156 | MNZ | MNZ | MGN | MGN | BRA | BRA | OSC | OSC | CUR | CUR | PUE | PUE | BRN | BRN | IST | IST | VAL | VAL | MAC | MAC |     |     |     |     | 3.       | 64   |
| 2006 | N.Technology           | Alfa Romeo 156 | 8   | 1   | 21  | 12  | 22  | 11  | 6   | 2   | 3   | Ki  | 2   | 1   | Ki  | 15  | 9   | 20  | 1   | 5   | 5   | Ki  |     |     |     |     | 3.       | 64   |
| 2007 | BMW Team Germany       | BMW 320si      | CUR | CUR | ZAN | ZAN | VAL | VAL | PAU | PAU | BRN | BRN | POR | POR | AND | AND | OSC | OSC | BRA | BRA | MNZ | MNZ | MAC | MAC |     |     | 4.       | 71   |
| 2007 | BMW Team Germany       | BMW 320si      | 3   | 1   | 5   | 2   | 22  | 10  | 7   | 1   | 4   | 2   | 9   | 6   | 16  | 9*  | 7   | 1   | 11  | Ki  | 7   | Ki  | 26  | Ni  |     |     | 4.       | 71   |
| 2008 | BMW Team Germany       | BMW 320si      | CUR | CUR | PUE | PUE | VAL | VAL | PAU | PAU | BRN | BRN | EST | EST | BRA | BRA | OSC | OSC | IMO | IMO | MNZ | MNZ | OKA | OKA | MAC | MAC | 6.       | 63   |
| 2008 | BMW Team Germany       | BMW 320si      | Kiz | 6   | 11  | 10  | Ki  | 20  | 1   | 6   | 4   | 3   | Ki  | 10  | Ki  | 6   | 1   | 6   | 7   | 8   | Ki  | 8   | 6   | 2   | 4   | 11  | 6.       | 63   |
| 2009 | BMW Team Germany       | BMW 320si      | CUR | CUR | PUE | PUE | MAR | MAR | PAU | PAU | VAL | VAL | BRN | BRN | POR | POR | BRA | BRA | OSC | OSC | IMO | IMO | OKA | OKA | MAC | MAC | 3.       | 113  |
| 2009 | BMW Team Germany       | BMW 320si      | 5   | 6   | 2   | 4   | 12  | 6   | 2   | 2   | 4   | 1   | Ki  | Ki  | 8   | 1   | 8   | 1   | 5   | 1   | Hn  | 8   | 8   | 1   | 8   | 1   | 3.       | 113  |
| 2010 | BMW Team RBM           | BMW 320si      | CUR | CUR | MAR | MAR | MNZ | MNZ | BEL | BEL | POR | POR | BRA | BRA | BRN | BRN | OSC | OSC | VAL | VAL | OKA | OKA | MAC | MAC |     |     | 7.       | 113  |
| 2010 | BMW Team RBM           | BMW 320si      | 6   | 6   | 10  | Ki  | 2   | 4   | 9   | 8   | 4   | 5   | 6   | 8   | 4   | 5   | 2   | 2   | 18  | 8   | Kiz | Kiz | 6   | 5   |     |     | 7.       | 113  |

### Teljes DTM eredménylistája
| Év   | Csapat        | 1        | 2        | 3        | 4        | 5        | 6        | 7        | 8        | 9        | 10       | 11       | 12       | 13       | 14       | 15       | 16       | 17       | 18       | 19       | 20      | Helyezés | Pont |
| ---- | ------------- | -------- | -------- | -------- | -------- | -------- | -------- | -------- | -------- | -------- | -------- | -------- | -------- | -------- | -------- | -------- | -------- | -------- | -------- | -------- | ------- | -------- | ---- |
| 2012 | BMW Team RBM  | HOC 15   | LAU 3    | BRH 11   | SPL 10   | NOR Ki   | NÜR 10   | ZAN 9    | OSC 5    | VAL 1    | HOC 3    |          |          |          |          |          |          |          |          |          |         | 7.       | 69   |
| 2013 | BMW Team RBM  | HOC 1    | BRH Ki   | SPL 6    | LAU 12   | NOR 16   | MSC 3    | NÜR 2    | OSC 1    | ZAN 1    | HOC 11   |          |          |          |          |          |          |          |          |          |         | 2.       | 116  |
| 2014 | BMW Team RBM  | HOC 8    | OSC 5    | HUN 21†  | NOR 14   | MSC 10   | SPL 2    | NÜR Ki   | LAU 7    | ZAN Ki   | HOC 16   |          |          |          |          |          |          |          |          |          |         | 13.      | 39   |
| 2015 | BMW Team RBM  | HOC 1 10 | HOC 2 21 | LAU 1 Ki | LAU 2 Ki | NOR 1 8  | NOR 2 Ki | ZAN 1 4  | ZAN 2    | SPL 1 6  | SPL 2 18 | MSC 1 15 | MSC 2 11 | OSC 1 4  | OSC 2    | NÜR 1 18 | NÜR 2 8  | HOC 1 Ki | HOC 2 14 |          |         | 12.      | 77   |
| 2016 | BMW Team MTEK | HOC 1 14 | HOC 2    | SPL 1 9  | SPL 2 4  | LAU 1 21 | LAU 2 Ki | NOR 1 11 | NOR 2 Ki | ZAN 1 Ki | ZAN 2 13 | MSC 1 14 | MSC 2 4  | NÜR 1 22 | NÜR 2 21 | HUN 1 19 | HUN 2 Ki | HOC 1 11 | HOC 2 Ki |          |         | 16.      | 44   |
| 2017 | BMW Team RMG  | HOC 1 13 | HOC 2 Ki | LAU 1 12 | LAU 2 14 | HUN 1 11 | HUN 2 12 | NOR 1 Ki | NOR 2 7  | MSC 1 17 | MSC 2 11 | ZAN 1 6  | ZAN 2 8  | NÜR 1 8  | NÜR 2 9  | SPL 1 Ni | SPL 2 12 | HOC 1 17 | HOC 2 7  |          |         | 16.      | 35   |
| 2018 | BMW Team RMG  | HOC 1 15 | HOC 2 10 | LAU 1 10 | LAU 2 16 | HUN 1 15 | HUN 2 7  | NOR 1 14 | NOR 2 17 | ZAN 1 8  | ZAN 2 5  | BRH 1 2  | BRH 2 Ki | MIS 1 11 | MIS 2 Ki | NÜR 1 9  | NÜR 2 7  | SPL 1 9  | SPL 2 Ki | HOC 1 Ki | HOC 2 7 | 16.      | 56   |

### Teljes FIA World Endurance Championship eredménysorozata
(Táblázat értelmezése)

(Félkövér: pole-pozícióból indult; dőlt: leggyorsabb kört futott) 

| Év      | Csapat              | Osztály   | Kasztni                  | Motor                       | 1     | 2      | 3      | 4   | 5     | 6      | 7     | 8     | Helyezés | Pont |
| ------- | ------------------- | --------- | ------------------------ | --------------------------- | ----- | ------ | ------ | --- | ----- | ------ | ----- | ----- | -------- | ---- |
| 2018–19 | BMW Team MTEK       | LMGTE Pro | BMW M8 GTE               | BMW S63 4.0 L Turbo V8      | SPA   | LMS Ki | SIL Ki | FUJ | SHA   | SEB 7  | SPA 4 | LMS 6 | 16.      | 32   |
| 2019–20 | Aston Martin Racing | LMGTE Am  | Aston Martin Vantage AMR | Aston Martin 4.0 L Turbo V8 | SIL   | FUJ    | SHA    | BHR | COA   | SPA 9  | LMS 6 | BHR   | 23.      | 18   |
| 2021    | NorthWest AMR       | LMGTE Am  | Aston Martin Vantage AMR | Aston Martin 4.0 L Turbo V8 | SPA 6 | ALG 4  | MNZ 2  | LMS | BHR 4 | BHR 10 |       |       | 8.       | 58   |
| 2024    | Team WRT            | LMGT3     | BMW M4 GT3               | BMW S58B30T0 3.0 L Turbo I6 | QAT   | IMO    | SPA    | LMS | SÃO   | COA    | FUJ   | BHR   | *        | *    |

### Teljes WTCR-es eredménysorozata
| 13 | 11 | Ki | 9 | 9 | 8 | 5 | 21 | 7 | Ki | 6 | 4 | 8 | 3 | Ki | 32 | Ki | Ki | 7 | Ki | 4 | 15 | 21 | 22 |  |  |  | 28 | 19 | Ki |

† A versenyt nem fejezte be, de helyezését értékelték, mert a versenytáv több, mint 75%-át teljesítette.

### Teljes Elektromos TCR-bajnokság eredménysorozata
| 11 | 2 | 8 | 11 | 2 |